# Камерна музика

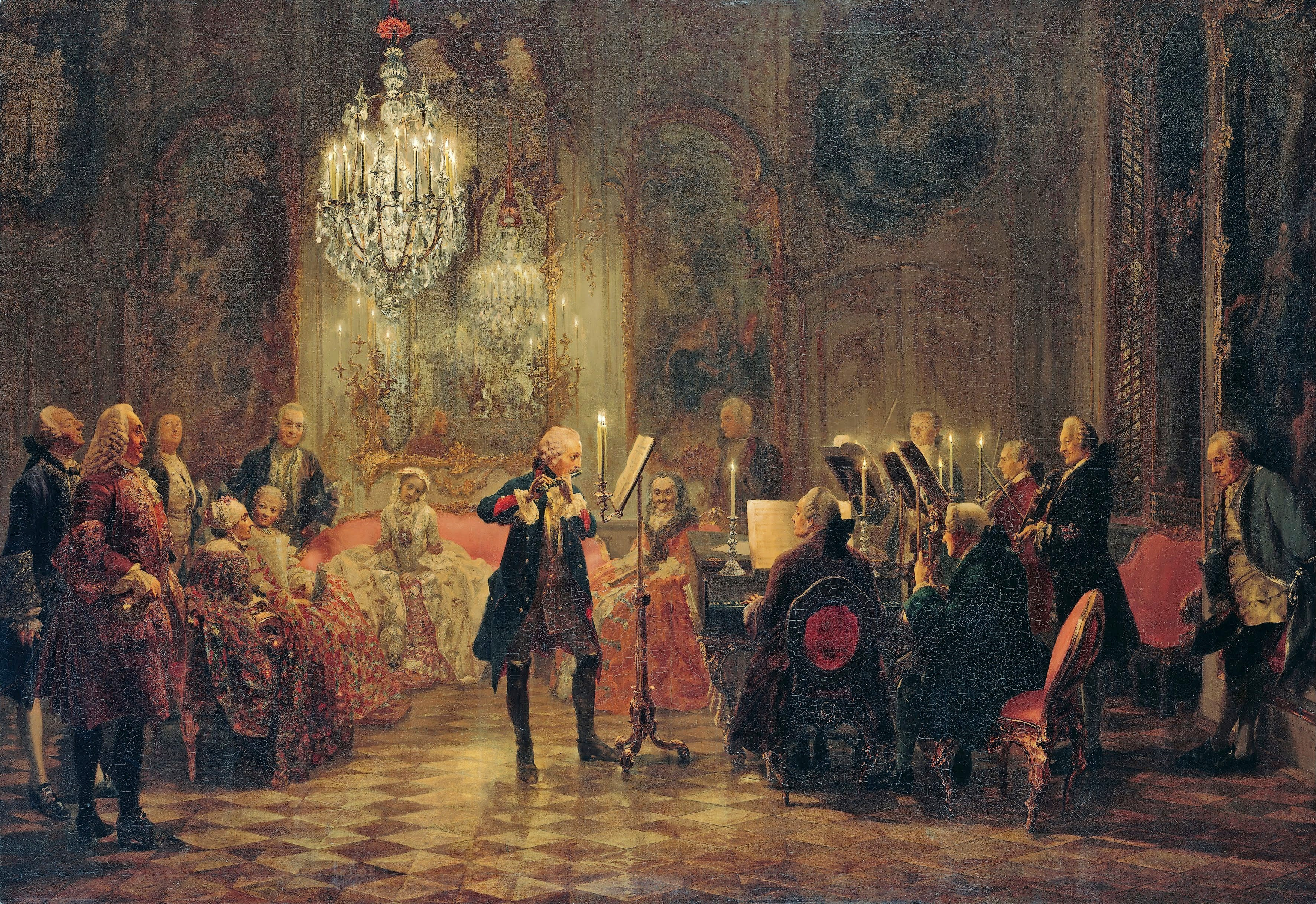
Фрідріх Великий грає концерт для флейти в палаці Сан-Сусі. Картина Адольфа Менцеля

Камерна музика (від італ. camera — кімната, палата, покій) — вид музичного мистецтва: вокальна, інструментальна, вокально-інструментальна музика, створена для виконання малим складом музикантів у невеликих приміщеннях.
Термін «камерна музика» з'являється в XVI–XVII столітті і має значення світської музики, призначеної для виконання в домашніх умовах або при дворах монархів, що протиставляло її церковній або театральній музиці. Придворна музика і називалася «камерною», а виконавці, які працювали в придворних ансамблях, носили звання камер-музикантів.
Для камерної музики характерні тенденція до рівноправності голосів, економія і найтонша деталізація мелодійних, інтонаційних, ритмічних і динамічних виразових засобів, майстерна і різноманітна розробка тематичного матеріалу. Камерна музика володіє великими можливостями передачі ліричних емоцій і найтонших градацій душевних станів людини. Серед найпоширеніших жанрів камерної музики — старовинний мотет і мадригал, починаючи з епохи Просвітництва — романси, ноктюрни, прелюдії, дуети, тріо, квартети, а також циклічні жанри — сонати, сюїти і камерні симфонії.
Камерна музика — це вид музики, призначений для вузького кола слухачів та для виконання в невеликих приміщеннях. Для неї характерна увага до внутрішнього світу особистості, цей вид музики має великі можливості для передачі ліричних емоцій і найтонших градацій душевного стану людини.

## Композитори
Сучасні жанри камерно-інструментальної музики остаточно сформувалися у творчості віденських класиків — Й. Гайдна, В. А. Моцарта, Л. Бетховена. Це соната, тріо, квартет, квінтет; ансамблі, в яких велика частина відводиться струнним інструментам.
Камерно-інструментальна музика увібрала в себе стилістичні риси інших різновидів музичної творчості. Л. Бетховен симфонізував свої квартети, робив їх більш масштабними в плані форми та змісту «Крейцерова соната» для скрипки і фортепіано є симфонічним твором за своїм емоційним запалом, монументальністю музичних образів. 
Творам композиторів-романтиків Ф. Шуберта, Ф. Мендельсона, Р. Шумана, Й. Брамса властиве ліричне начало («Пісні без слів» Ф. Мендельсона).
Представники вітчизняної камерної  музики:
- Василь Барвінський (1888–1963), який залишив багатожанрову камерно-інструментальну спадщину для різних інструментів та їх складів (квінтет, тріо, квартет). До «Збірки українських колядок і щедрівок» митця увійшли 22 фортепіанні обробки українських стародавніх церковних наспівів Карпатського і Центрального регіонів України. Композитору вдалося створити власний витончений стиль завдяки використанню різнобарвної колористичної гармонії та фактурно-тембрових ефектів. Музика композитора має глибоко національний характер.
- Борис Лятошинський (1894/95–1968). Його теми побудовані на інтонаційних джерелах українського фольклору — думах, історичних піснях, плачах. У творі «Український квінтет», присвяченому трагічним подіям війни, композитор продемонстрував високу ансамблеву майстерність.
- Валентин Сильвестров. Камерна музика українського композитора Валентина Сильвестрова (1937) характеризується пошуками тембрового співвідношення різних інструментів, застосуванням нетипових ансамблевих складів і форм, використанням прийомів полістилістики («Кіч-музика» для фортепіано, тріо для флейти, труби і челести) та ін.

Серед здобутків камерної творчості також квартет «Вірменські ескізи» А. Штогаренка, сюїта для струнного квартету «Дружба» І. Шамо, квінтет для дерев'яних духових інструментів Г. Таранова, а також твори А. Філіпенка, Л. Дичко, В. Губи, Ю. Іщенка, Є. Станковича, І. Карабиця.

## Виконавці

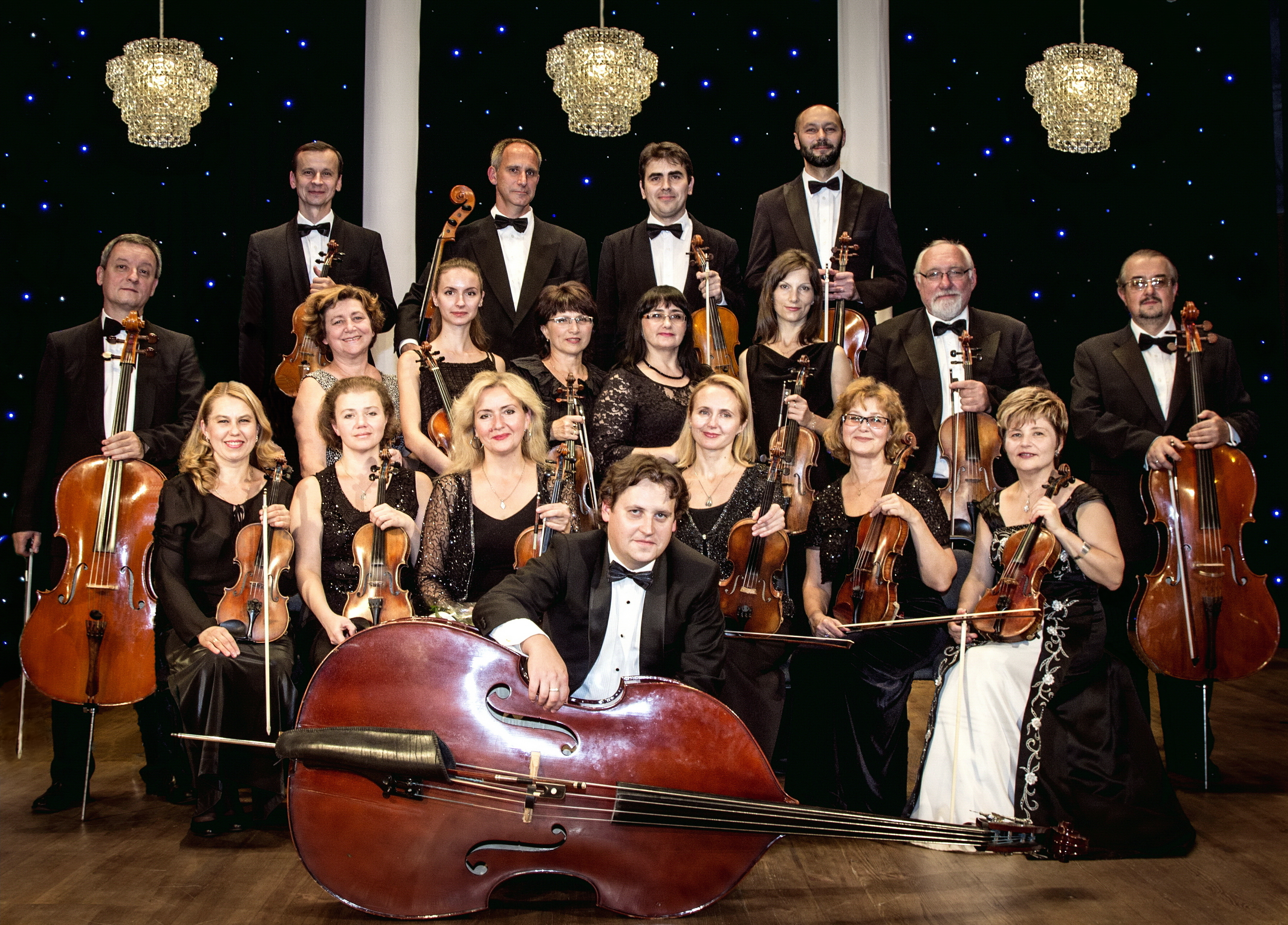
Академічний камерний оркестр Harmonia Nobile

Виникнення камерної музики пов'язане з практикою домашнього музикування в колі знавців-аматорів. Камерні твори виконуються соло чи в ансамблі — з двома (дует), трьома (тріо), п'ятьма (квінтет) і більше вокалістами або інструменталістами. Найпоширенішими інструментами, що застосовуються в камерній музиці, є скрипка, альт, віолончель, фортепіано, флейта.
У першій половині XX ст. камерно-інструментальні ансамблі побутували у досить вузькому колі інтелігенції, тому музика для них не набула значного розвитку. 
Камерний оркестр — це невеликого складу оркестр, основою якого є ансамбль виконавців на струнних інструментах (6–8 скрипок, 2–3 альти, 2–3 віолончелі, контрабас).) Іноді до складу камерного оркестру входить клавесин, на якому разом із віолончелями, контрабасом і фаготами виконують партію генерал-баса. Інколи до складу камерного оркестру додають духові інструменти. У XVII–XVIII ст. такі оркестри (на відміну від церковних чи оперних) використовувалися для виконання concerti grossi, концертів із інструментами, на яких виконують соло, концертних симфоній, оркестрових сюїт, серенад, дивертисментів та ін. Тоді їх не називали «камерними оркестрами». Цей термін увійшов до обігу лише у XX ст.
Камерний оркестр, як великий так і малий, є самостійним типом оркестру. Відродження камерного оркестру пов'язане зі зростанням зацікавленості докласичною і ранньою класичною музикою, зокрема творчістю Й. С. Баха, із прагненням відтворити її істинне звучання. Основу репертуару більшості камерних оркестрів складають твори А. Кореллі, Т. Альбіноні, А. Вівальді, Г. Ф. Телемана, Й. С. Баха, Г. Ф. Генделя, В. А. Моцарта та ін. Важливе значення також мала зацікавленість камерним оркестром сучасних композиторів, які намагалися знайти відповідні засоби для втілення музичної ідеї «малого плану». Виявлення інтересу до камерного оркестру також було реакцією на величезні оркестри початку XX ст. і прагненням до економії музичних засобів, відродженням поліфонії.
Для камерного оркестру XX ст. властиві значна свобода, випадковість складу, що кожний раз визначався певним художнім задумом. Під сучасним камерним оркестром нерідко розуміють склад, у якому, як і в камерному ансамблі, кожна інструментальна партія представлена переважно одним солістом. Інколи камерний оркестр обмежується лише струнними інструментами. У тих випадках, коли до нього входять духові інструменти, склад оркестру може коливатися від декількох солістів до 20–30 виконавців. Межі між камерним оркестром і камерним ансамблем дуже розмиті. У XX ст. для камерного оркестру створюють твори у різноманітних жанрах.
До низки найбільш відомих зарубіжних оркестрів XX ст. належать: камерний оркестр під керівництвом В. Штроса (ФРН, організований у 1942 р.), Штутгартський камерний оркестр під керівництвом К. Мюнхінгера (ФРН, 1946 р.), Віденський камерний ансамбль старовинної музики «Musica anticua» під орудою Б. Клебеля (Австрія), «Нові віртуози Риму» під керівництвом Р. Фазано (1947 р.), камерний оркестр Загребського радіо і телебачення (1954 р.), камерний оркестр «Кларіон-концертс» (США, 1957 р.), камерний оркестр під керівництвом А. Бротта (Канада), Московський камерний оркестр під орудою Р. Баршая (1956 р.), камерний оркестр Московської консерваторії під керівництвом M. Теріана (1961 р.), Ленінградський камерний оркестр під орудою Л. Гозмана (1961 р.), камерний оркестр Литовської державної філармонії під керівництвом 
С. Сондецкіса (Каунас, 1960 р.) та ін.
Серед вітчизняних мистецьких — Київський камерний оркестр, заснований у 1963 році. Колектив очолювали диригенти Антон Шароєв та Ігор Блажков. Із 1990 року головним диригентом та художнім керівником оркестру є видатний музикант Роман Кофман (1936). Репертуар колективу складає камерна музика українських та зарубіжних композиторів (Б. Бріттена, Г. Малера, В. А. Моцарта, Ф. Шуберта, Д. Шостаковича, В. Сильвестрова, Є. Станковича та ін.). Київський камерний оркестр проводить гастрольну діяльність в Україні та поза її межами (Корея, Німеччина, Франція, Нідерланди, Австрія, Бельгія, Велика Британія, Іспанія, Португалія, Польща, Швейцарія, США, Мексика, Японія). 
Національний камерний ансамбль «Київські солісти» створений у 1995 р. До 2009 р. художнім керівником і диригентом колективу був український скрипаль Богодар Которович (1941–2009). За активну діяльність у справі популяризації української культури та мистецтва Міністерство закордонних справ України надало колективу звання «Посол української культури». 

Академічний камерний оркестр Harmonia Nobile створений у 1985 році при Івано-Франківській обласній філармонії. 1998-го року удостоєний мистецької премії ім. Василя Стефаника як кращий творчий колектив року. Художній керівник — Заслужена артистка України Наталія Мандрика.

## Склад  камерних ансамблів
- Соло інструмент (струнний або духовий) та фортепіано.
- Фортепіанний дует (два фортепіано або фортепіано в чотири руки)
- Струнне тріо (скрипка, альт та віолончель).
- Фортепіанне тріо (скрипка, віолончель та фортепіано).
- Струнний квартет (дві скрипки, альт та віолончель).
- Фортепианний квартет (скрипка, альт, віолончель та фортепіано).
- Струнный квінтет (струнний квартет + альт або віолончель).
- Фортепіанний квінтет (фортепіано + струнний квартет).